# Saharský cestovní pas

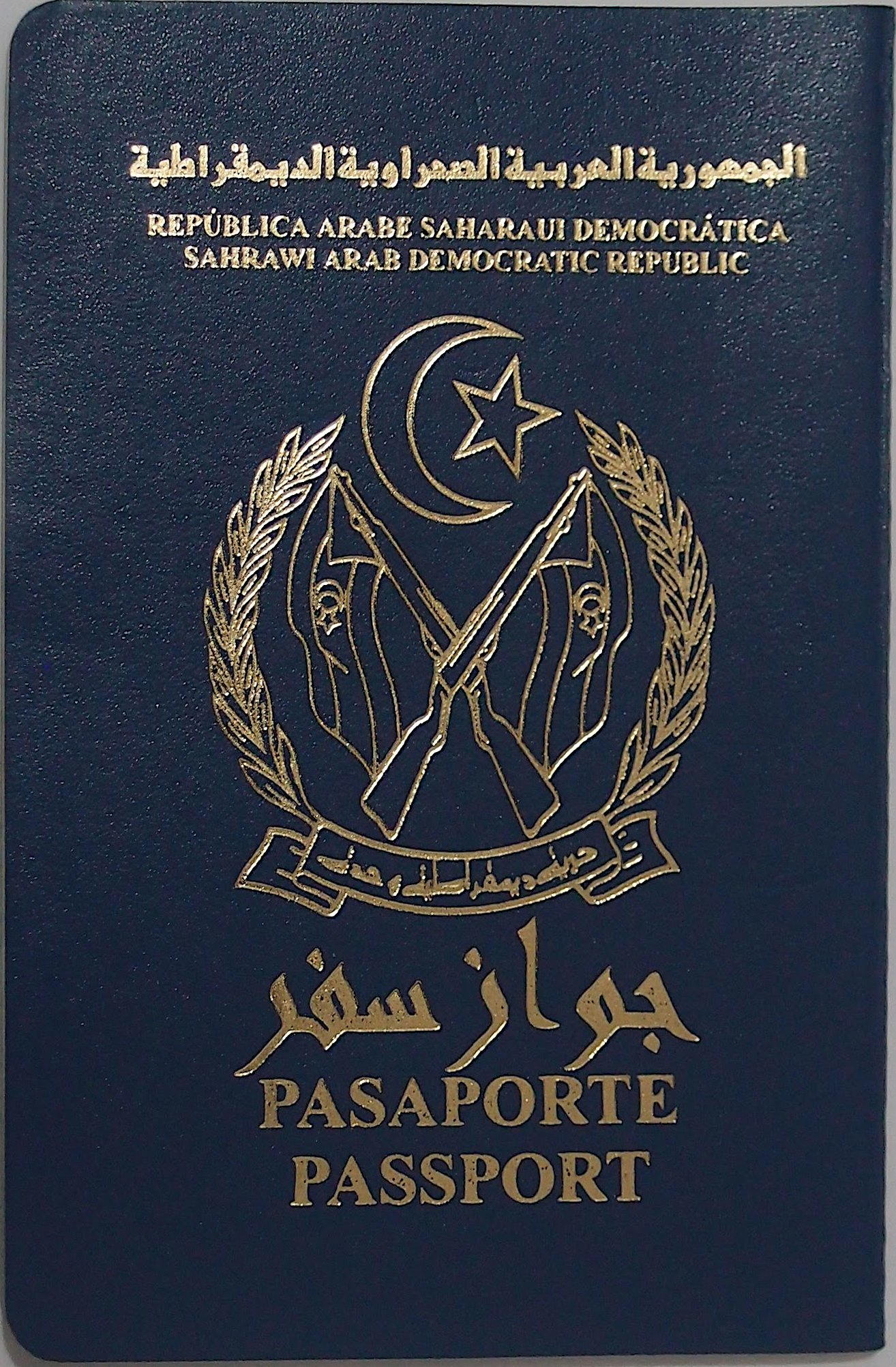
Saharský cestovní pas

Saharské cestovní pasy jsou cestovní pasy vydávané občanům Západní Sahary. Občanům je vydává Ministerstvo zahraničních věcí nebo vnitra a občanům je pak předává Národní středisko pro produkci dokumentů.
Saharské pasové brožury jsou platné pro cesty občanů Sahary do zemí, které uznaly Saharskou republiku, i když cesty do některých zemí a/nebo za určitými účely mohou vyžadovat vízum. Vyhovují doporučeným standardům Mezinárodní organizace pro civilní letectví (ICAO). Existuje více druhů pasových brožur; rovněž SADR od září 2012 standardně vydával biometrické pasy.

## Druhy pasů
Saharské pasy jsou obyčejné a diplomatické. Mají červené, modré a zelené obaly.

## Biometrický pas
Plány na přípravu a vydání nového saharského pasu byly přijaty do prosince 2011. Výroba prvního saharského biometrického pasu byla zahájena 8. září 2012 na základě prezidentského výnosu 11/2012. Nový biometrický pas obsahuje elektronický čip s informacemi o držiteli včetně digitalizované fotografie, otisků prstů a podpisu. Ministr vnitra Hamada Salma uvedl, že nový pas s vysoce digitální technologií „má dva bezpečnostní kódy; jeden obsahuje informace o držiteli pasu, zatímco druhý je dvourozměrný systém. Kromě jiných bezpečnostních opatření lze čteno ultrafialovým zářením“. Prezident Západní Sahary Mohamed Abdelaziz získal první saharský diplomatický pas.

## Galerie

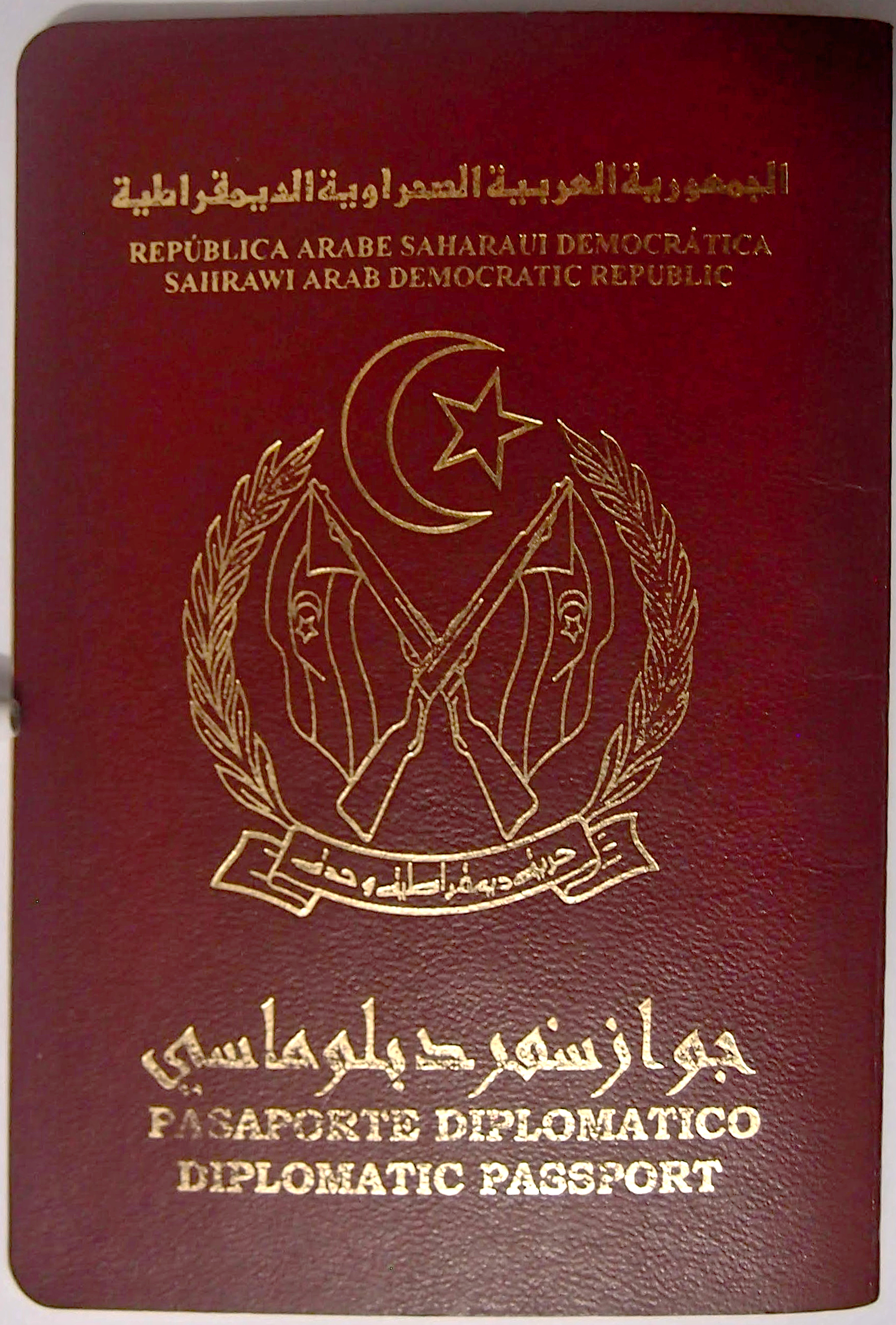
Saharský diplomatický pas
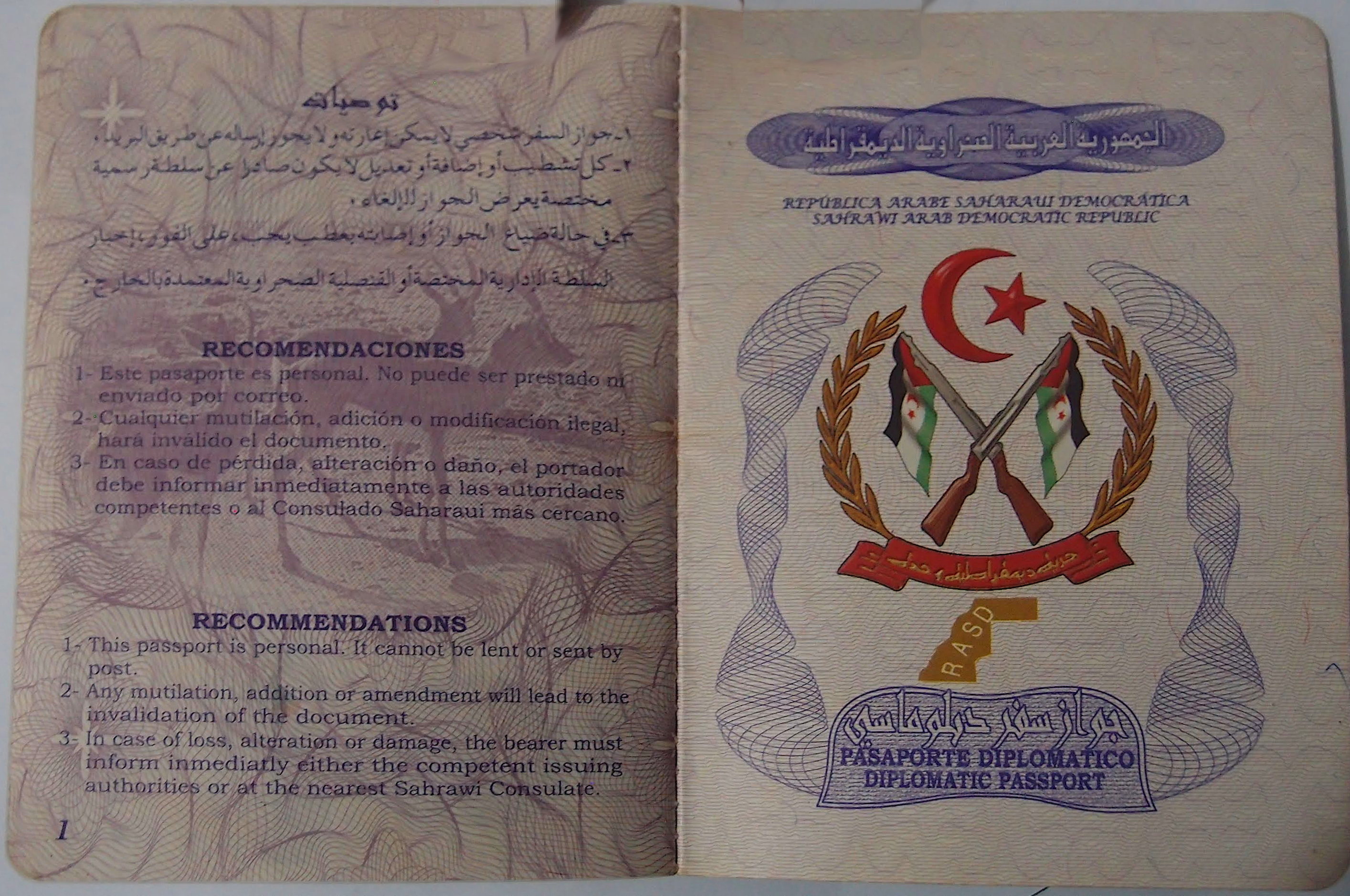
Saharský diplomatický pas (první stránka)